# Centre technique du livre de l'enseignement supérieur
 (mai 2025).

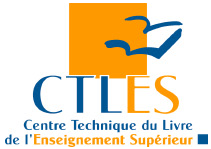
Logo

Le Centre technique du livre de l'enseignement supérieur (CTLes) est un établissement public national à caractère administratif situé à Bussy-Saint-Georges (Seine-et-Marne). Créé en 1994 par le ministère de l'Education nationale, de l'Enseignement supérieur et de la Recherche(MESR), il est principalement chargé du stockage des collections de documents imprimés les plus faiblement consultés pour le compte des bibliothèques des établissements d'enseignement supérieur d'Île-de-France. 

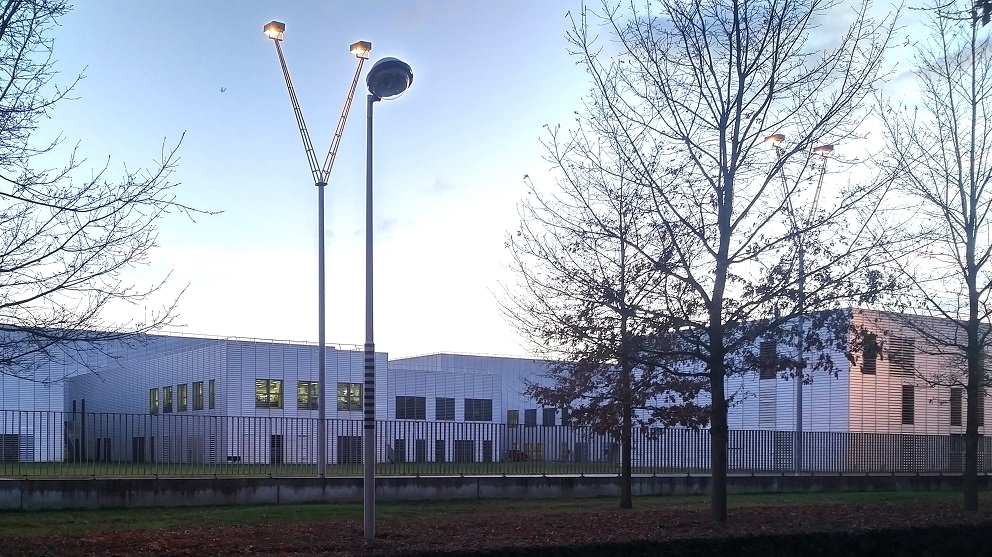
CTLes vu de l'avenue Gutenberg

## Histoire
Dans les années 1990, une grande partie des bibliothèques universitaires parisiennes, qui constituent le principal pôle documentaire universitaire français, occupent encore essentiellement des locaux anciens et insuffisants à deux titres : pour répondre à la croissance des collections de livres et revues à conserver et pour faire face au nombre d’usagers (étudiants et enseignants-chercheurs) les fréquentant. C'est pourquoi, en s'appuyant sur des modèles mis en œuvre à l'étranger (notamment aux États-Unis avec le Harvard Depository (en), à Southborough, dans le Massachusetts), le ministère chargé de l'enseignement supérieur et de la recherche a décidé de créer, à l'extérieur de Paris, une vaste bibliothèque de dépôt. Ce magasin distant, commun aux établissements partenaires volontaires, avait pour optique d’offrir un service de stockage destiné aux collections les moins consultées (dites à « faible taux de rotation ») et de livraison des documents demandés par les lecteurs, dans les salles de lecture des bibliothèques partenaires.
Ainsi, le CTLes est créé par le décret 94-922 du 24 octobre 1994. 

## Missions
Le centre assure la collecte, la gestion, la conservation et la communication des documents imprimés (livres, thèses et revues scientifiques) déposés ou cédés, par les établissements relevant du ministre chargé de l'Enseignement supérieur et de la Recherche, en particulier ceux des académies de Paris, Créteil et Versailles.  
Les documents peuvent être stockés au CTLes sous trois statuts : 
-       Le dépôt (longue durée)
-       La cession (définitive)
-       Le stockage provisoire (courte durée)
Aux termes du décret n° 2014-320, les missions du CTLes ont légèrement évolué à partir de 2014. Son action peut aussi s'étendre hors de l'Île-de-France, dans le cadre de dispositifs nationaux de mutualisation de la conservation des documents imprimés, principalement à travers les plans thématiques de conservation partagée des périodiques de l'enseignement supérieur. 
En 2017, le CTLes est membre fondateur du groupement d'intérêt scientifique CollEx-Persée qui vise à développer les services aux chercheurs autour de collections d'excellence conservées par les grandes bibliothèques d'étude et de recherche françaises. Le CTLes est essentiellement chargé de favoriser la fourniture électronique de documents en partenariat avec les plus gros fournisseurs de « prêts entre bibliothèques ».

## Organisation
Le CTLes s'organise autour de quatre services, le traitement matériel, le traitement intellectuel, le prêt entre bibliothèques (PEB) et le service de la conservation partagée.
Dans le cadre du marché de transfert, le traitement matériel réceptionne les documents des établissements partenaires (jusqu'à 120 mètres linéaires par semaine) et achemine par navette quotidienne les ouvrages demandés par les différentes bibliothèques parisiennes .
Le traitement intellectuel intègre tous les titres dans le logiciel de gestion au fur et à mesure de leur arrivée afin de permettre leur référencement et leur prêt. Il travaille en étroite collaboration avec le traitement matériel.
Le PEB, au cœur de l 'activité de l'établissement, gère l'ensemble des demandes de prêt qui parviennent au CTLes. En 2023, plus de 24 000 documents ont été communiqués, en France et à l'étranger[réf. souhaitée].
Le service de la conservation partagée copilote 16 plans de conservation partagée avec un pilote scientifique d’une bibliothèque universitaire spécialisée dans le domaine du plan. La conservation partagée a pour but de mutualiser les collections de périodiques, à l'échelle nationale, afin de créer une collection nationale de référence tout en rationalisant l'espace disponible au sein des bibliothèques de l'enseignement supérieur.
L'établissement public relève du ministère chargé de l'Enseignement supérieur. Il possède un conseil d'administration de treize membres : trois membres de droit (la direction générale de l'enseignement supérieur et de l'insertion professionnelle - MESR, le rectorat de l'Académie de Paris et la Bibliothèque nationale de France), quatre représentants des établissements utilisateurs, quatre personnalités du monde des bibliothèques ou de l'enseignement supérieur choisies en fonction de leur compétence et deux représentants du personnel. S'y ajoutent les administrateurs du CTLes qui ont voix consultative et des invités ponctuels selon les sujets évoqués au cours des séances. L'actuel président du conseil d'administration est François-Joseph Ruggiu.
Le CTLes est dirigé par un conservateur des bibliothèques, nommé par arrêté ministériel. Une trentaine d'agents œuvre au bon fonctionnement de cet opérateur national du ministère de l’Enseignement supérieur et de la Recherche.

## Bâtiments
Le site de Bussy-Saint-Georges est partagé par le Centre Technique du Livre de l'Enseignement Supérieur avec le Centre Technique de la Bibliothèque nationale de France (CTBnF). Le site a ouvert en 1996. Il a été conçu par l'architecte Dominique Perrault en complément du chantier présidentiel de la Bibliothèque François Mitterrand à Paris. 
Un second bâtiment (ou module d'extension) a été mis en service en 2016. Le besoin avait été souligné dans le rapport Larrouturou sur l'immobilier universitaire parisien, remis en février 2010 à la ministre de l’Enseignement supérieur, Valérie Pécresse : « il s’agit d’accroître les capacités de stockage du CTLes de 100 kilomètres linéaires et de développer son offre aux bibliothèques parisiennes pour leur permettre de délocaliser une part substantielle de leurs magasins leur garantissant un bon accès aux ressources stockées à distance…» Pour une raison de phasage financier, seule une moitié du bâtiment a été équipée de rayonnages. 

En 2024, sur les 130 kilomètres linéaires utilisables, seuls 15 kilomètres demeurent disponibles. A raison d’intégration de 3,5 à 4 kilomètres linéaires chaque année, la saturation des espaces arriverait à son terme dans 4 ans.

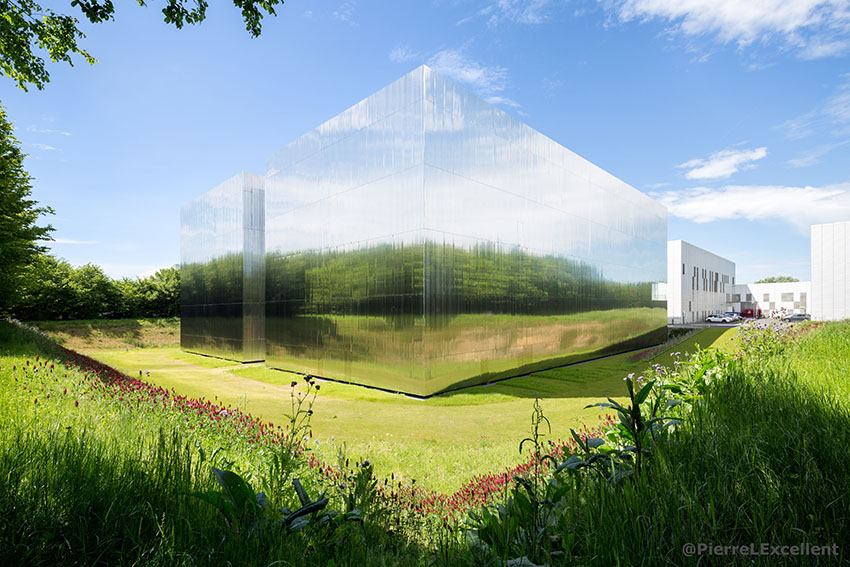
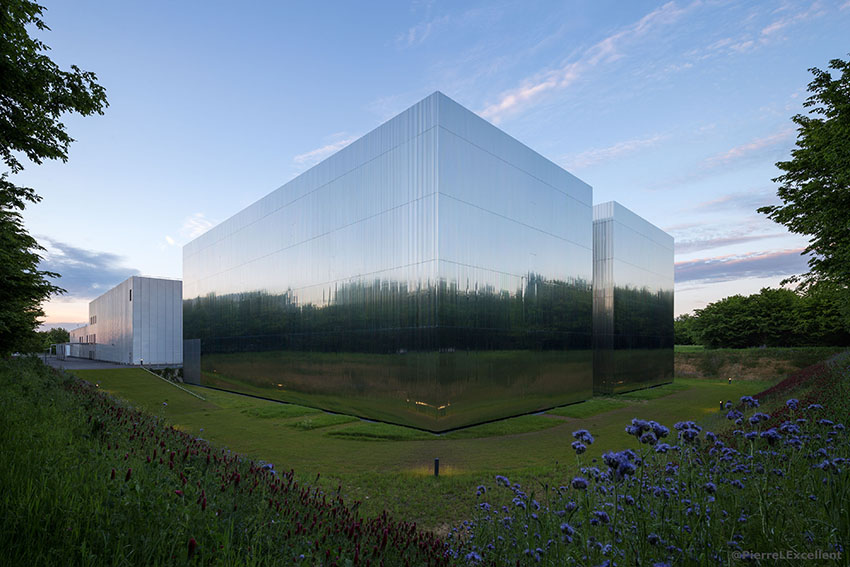
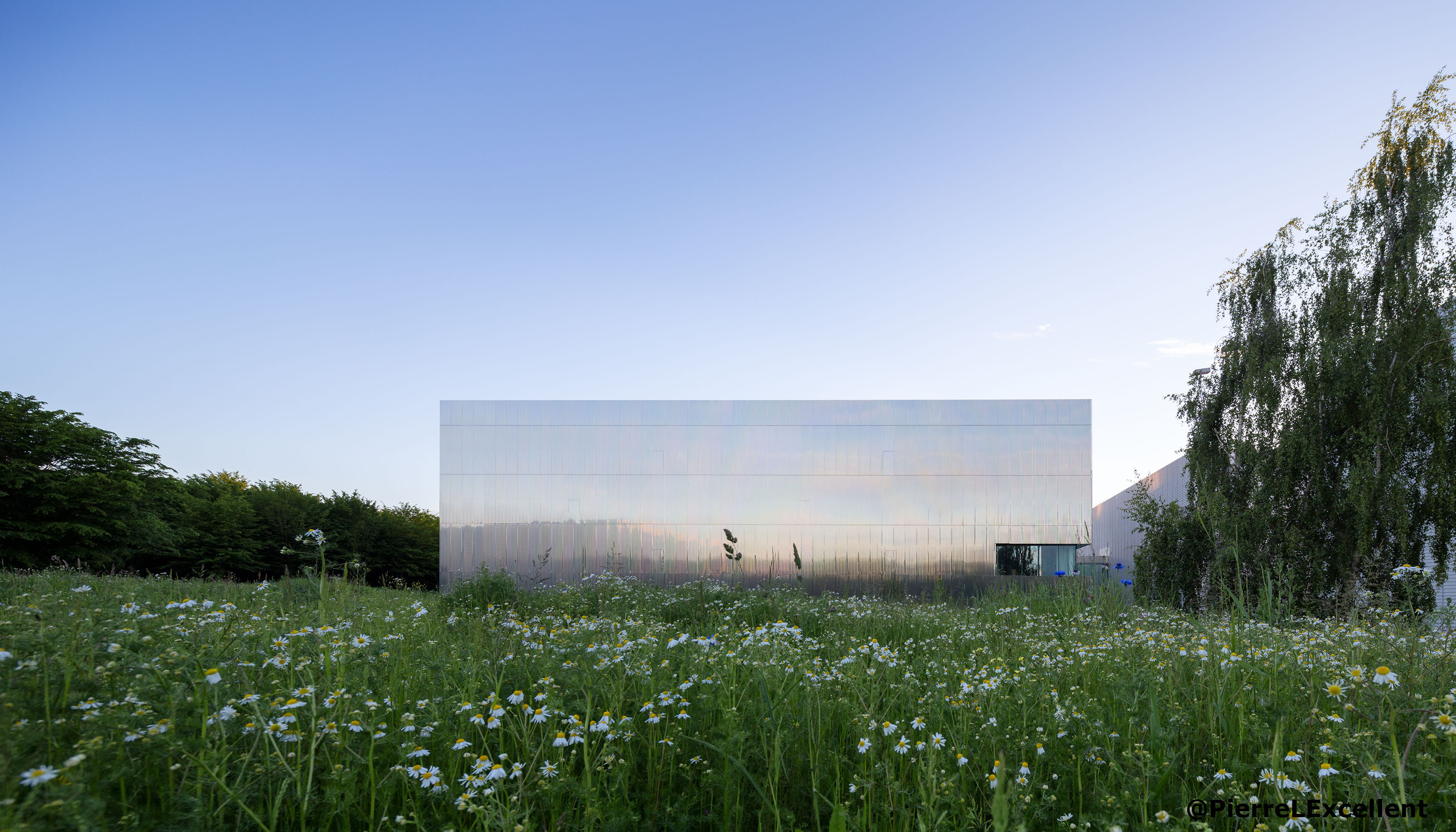
Le CTLes vu de l'extérieur

## Sources
- Site internet du CTLes, Consultable en ligne
- Guillaume Niziers, « La conservation partagée des périodiques de l’enseignement supérieur : améliorer l’accès à la documentation. », Arabesques [En ligne], 104 | 2022, Consultable en ligne
- Camille Rebours, « Conserver, mutualiser, gérer des collections physiques : retour sur 25 ans d’expérience(s) : 9e journée professionnelle du CTLes – 5 avril 2022, Campus Condorcet, Aubervilliers », Bulletin des bibliothèques de France (BBF), 2 juin 2022. Consultable en ligne
- Jean-Louis Baraggioli, "Au plus près des usagers - les services autour des collections", Ar(abes)ques, 2015, no 80, pp. 8-9. Consultable en ligne
- Jean-Louis Baraggioli, "Le Centre technique du livre de l'enseignement supérieur", Bibliothèque(s), 2006, no 30, pp. 15-16. Consultable en ligne
- Pascal Sanz, « De la fourniture à distance de documents à la conservation partagée : L’engagement du CTLes », BBF, 2003, no 4, p. 33-37. Consultable en ligne